# Verghese Kurien
Verghese Kurien, né le 26 novembre 1921 à Kozhikode et mort le 9 septembre 2012 à Nadiad, est un ingénieur et homme d'affaires indien. Il est appelé le « père de la révolution blanche », le plus grand programme de développement de la production laitière au monde.
Président du National Dairy Development Board (en), Inde, Verghese Kurien a reçu le Prix Wateler de la Paix en 1986. Il est aussi lauréat des Prix Ramon Magsaysay, Prix mondial de l'alimentation (1989) et Rochdale Pioneers Award.
Il meurt le 9 septembre 2012, à l'âge de 90 ans.